# Libanon az 1948. évi téli olimpiai játékokon
Libanon a svájci St. Moritzban megrendezett 1948. évi téli olimpiai játékok egyik részt vevő nemzete volt. Az országot az olimpián 1 sportágban 2 sportoló képviselte, akik érmet nem szereztek. Libanon először vett részt az olimpiai játékokon.

## Alpesisí
Férfi
| Versenyző      | Versenyszám | 1. futam | 1. futam | 2. futam | 2. futam | Összesítés | Összesítés |
| Versenyző      | Versenyszám | Idő      | Hely.    | Idő      | Hely.    | Idő        | Helyezés   |
| -------------- | ----------- | -------- | -------- | -------- | -------- | ---------- | ---------- |
| Ibrahim Geagea | Lesiklás    |          |          |          |          | kizárták   | kizárták   |
| Ibrahim Geagea | Műlesiklás  | 2:49,3   | 66.      | 1:44,8   | 60.      | 4:34,1     | 66.        |

| Versenyző   | Versenyszám | Lesiklás      | Lesiklás      | Lesiklás      | Műlesiklás | Műlesiklás | Műlesiklás | Műlesiklás | Műlesiklás | Műlesiklás | Műlesiklás | Összesítés | Összesítés |
| Versenyző   | Versenyszám | Lesiklás      | Lesiklás      | Lesiklás      | 1. futam   | 1. futam   | 2. futam   | 2. futam   | Össz.      | Össz.      | Össz.      | Összesítés | Összesítés |
| Versenyző   | Versenyszám | Idő           | Pont          | Hely.         | Idő        | Hely.      | Idő        | Hely.      | Idő        | Pont       | Hely.      | Pont       | Helyezés   |
| ----------- | ----------- | ------------- | ------------- | ------------- | ---------- | ---------- | ---------- | ---------- | ---------- | ---------- | ---------- | ---------- | ---------- |
| Munir Itani | Összetett   | nem ért célba | nem ért célba | nem ért célba | kiesett    | kiesett    | kiesett    | kiesett    | kiesett    | kiesett    | kiesett    | kiesett    | kiesett    |